# Carmel Dogs 2022-2023
Questa voce raccoglie le informazioni riguardanti i Carmel Dogs nelle competizioni ufficiali della stagione 2022-2023.

## Israel Football League 2022-2023

### Stagione regolare
| Petah Tiqwa 3 febbraio 2023, ore 9:00 3ª giornata | Petah Tikva Troopers | 0 – 61 | Carmel Dogs |  |

| Be'er Sheva 9 febbraio 2023, ore 21:00 4ª giornata | Beer Sheva Spartans | 12 – 48 | Carmel Dogs |  |

| Yizre'el 17 febbraio 2023, ore 10:00 5ª giornata | Carmel Dogs | 49 – 0 | Mazkeret Batya Silverbacks | Kibbutz Jezreel Rugby Field |

| Yizre'el 3 marzo 2023, ore 10:00 7ª giornata | Carmel Dogs | 50 – 12 | Jerusalem Lions | Kibbutz Jezreel Rugby Field |

| Netanya 31 marzo 2023, ore 10:00 11ª giornata | Carmel Dogs | 27 – 50 | Beit Shemesh Rebels | Istituto Wingate |

| Gerusalemme 13 aprile 2023, ore 20:00 12ª giornata | Tel Aviv Pioneers | 50 – 30 | Carmel Dogs | Kraft Sports Campus |

| Yizre'el 21 aprile 2023, ore 10:00 13ª giornata | Carmel Dogs | 43 – 66 | Ramat HaSharon Hammers |  |

| Bet Shemesh 27 aprile 2023, ore 20:00 14ª giornata | Beit Shemesh Rebels | 28 – 31 | Carmel Dogs |  |

### Playoff
| Petah Tiqwa 12 maggio 2023, ore 9:30 Semifinale | Tel Aviv Pioneers | 24 – 0 | Carmel Dogs | Stadio HaMoshava |

### Statistiche di squadra
| Competizione      | %Vittorie | In casa | In casa | In casa | In casa | In casa | In casa | In trasferta | In trasferta | In trasferta | In trasferta | In trasferta | In trasferta | Totale | Totale | Totale | Totale | Totale | Totale |
| Competizione      | %Vittorie | G       | V       | N       | P       | Pf      | Ps      | G            | V            | N            | P            | Pf           | Ps           | G      | V      | N      | P      | Pf     | Ps     |
| ----------------- | --------- | ------- | ------- | ------- | ------- | ------- | ------- | ------------ | ------------ | ------------ | ------------ | ------------ | ------------ | ------ | ------ | ------ | ------ | ------ | ------ |
| Stagione regolare | .625      | 4       | 2       | 0       | 2       | 169     | 128     | 4            | 3            | 0            | 1            | 170          | 90           | 8      | 5      | 0      | 3      | 339    | 218    |
| Playoff           | .000      | 0       | 0       | 0       | 0       | 0       | 0       | 1            | 0            | 0            | 1            | 0            | 24           | 1      | 0      | 0      | 1      | 0      | 24     |
| Totale            | .556      | 4       | 2       | 0       | 2       | 169     | 128     | 5            | 3            | 0            | 2            | 170          | 114          | 9      | 5      | 0      | 4      | 339    | 242    |